# بخش آلیان
بخش آلیان (به لاتین: Alian District) یک منطقهٔ مسکونی در تایوان است که در کاوهسیونگ واقع شده‌است.